# تعلق‌دار
تعلق‌داران اشراف‌زادگانی بودند که طبقه حاکم را در دوران سلطان نشین دهلی، سلطان بنگال، امپراتوری گورکانی و راج بریتانیا تشکیل دادند. آنها صاحب مقدار زیادی زمین بودند که به‌طور پیوسته موروثی بودند و دارای درآمد و قدرت قضایی بودند.